# いつでもお天気気分
『いつでもお天気気分』（いつでもおてんききぶん）は、羅川真里茂による日本の漫画作品。漫画雑誌『花とゆめ』（白泉社）にて1993年の13号から不定期連載開始。2002年からは『別冊花とゆめ』（同）にて不定期連載され、2014年3月26日に発売された2014年5月号にて最終回を迎えた。単行本は花とゆめコミックスから全7巻が刊行された。
長期にわたる不定期連載の影響で高校三年間の生活が連載当時の時勢や流行で描かれるため２巻と４巻で同じ学年であっても雰囲気が違う現象が起きている。（例：短ランなど）

## あらすじ
中学時代の行動から「平成が生んだ暴れ馬」の異名を持つ赤馬 竜次と高校のクラスメート眉村 進之介、矢野 秀の3人が織り成す友情と青春の物語。

## 登場人物
赤馬 竜次（あかうま りゅうじ）
一人称の表記は「俺」。「平成が生んだ暴れ馬」の異名を持つ。歯向かおうとした不良も「赤馬」の名を聞けば何もしないで立ち去っていくほど。入学前に彼女に振られてしまうが、彼女の事情を知り自分の気持ちをぶつけることで、復縁する。
眉村 進之介（まゆむら しんのすけ）
一人称の表記は「おれ」。身長160cm。身長が低いのがコンプレックスだがその体格に見合わぬ大食漢で赤馬に「その体のどこに入るんだ」と評されている。
矢野 秀（やの ひで）
一人称の表記は「オレ」。身長194cm。長身の矢野が赤馬の隣の席だったため、さらに隣の席である低身長の眉村が、赤馬の視界に入ることがなかった。姉の栗子とは、再婚同士の親を持つ義姉弟。姉に恋心を抱いており、恋敵「松田」の出現により気持ちを伝え晴れて両想いとなる。
猪又 多麻（いのまた たま）
赤馬竜次の恋人。髪の色が薄く先輩から「外国の血が入っているの？」と聞かれた際に「日本人の血しか入っていません」と答えたが実は母親が日本人とドイツ人のハーフであり父親が日本人のためクォーターである。作中誰もが認める美人で周囲からは高嶺の花と思われており一人でいることが多かったが、赤馬とはお互いが一人でいることにシンパシーを感じ惹かれあっていった。親友の田河泉が当時付き合っていた赤馬のことを好きだと知り、田河のために赤馬と別れたが、昔付き合っていたことが田河にばれて裏目に出てしまう。田河が赤馬との復縁を条件に絶交を言い渡してきたお陰で、赤馬と復縁することが出来た。名前がコンプレックス。
矢野 栗子（やの くりこ）
身長147cm。矢野秀の義姉。好意を寄せてくれた松田の出現により、秀への想いに気づく。
田河 泉（たがわ いずみ）
猪又の親友。赤馬と猪又が付き合っていることを知らなかった。美人の猪又と並ぶことで周囲に比較されていた時、制止してくれた赤馬に恋心を抱いていた。

## 書籍情報
- 羅川真里茂 『いつでもお天気気分』 白泉社〈花とゆめコミックス〉、全7巻

1. 1994年9月25日発売、ISBN 4-592-12495-2
2. 1997年11月25日発売、ISBN 4-592-12496-0
3. 2004年12月25日発売、ISBN 4-592-18020-8
4. 2010年12月25日発売、ISBN 978-4-592-19244-2
5. 2011年11月18日発売、ISBN 978-4-592-19245-9
6. 2013年1月18日発売、ISBN 978-4-592-19246-6
7. 2014年6月20日発売、ISBN 978-4-592-19247-3